# Sero
Sero est un village dans le cercle de Kayes dans la région de Kayes, au sud-ouest du Mali.